# Copet
Der Copet war ein Getreidemaß in den Schweizer Kantonen Waadt und Neuenburg. Der Copet ist dem Verre, dem reinen Flüssigkeitsmaß, gleich mit 13,4 Zentiliter oder 6,805676 Pariser Kubikzoll.

In diesen Kantonen war das Maß unterschiedlich und betrug im

## Kanton Neuenburg
- 1 Copet = 32 Pariser Kubikzoll = 7/11 Litre = 3/16 Metze (preuß.)
- 24 Copets = 1 Emine/Sester
- 192 Copets = 1 Sac
- 576 Copets = 1 Muid

## Kanton Waadt
- 1 Copet = 5 Kubikzoll (waadtländische) = 6 4/5 Pariser Kubikzoll =  23/200 Litre = 1/25  Metze (preuß.)
- 10 Copets/Fünftelein = 1 Emine/Mäßlein
- 100 Copets = 1 Quarteron/Gelte
- 1000 Copets = 1 Sack
- 10.000 = 1 Muid/Malter